# Тлаке (Рогатец)
Тлаке (словен. Tlake) су насељено место у општини Рогатец, Савињска регија, Словенија.

## Историја
До територијалне реорганизације у Словенији било је у саставу старе општине Шмарје при Јелшах.

## Становништво
У попису становништва из 2011. године, Тлаке је имало 311 становника.
| Број становника према пописима | Број становника према пописима | Број становника према пописима |
| ------------------------------ | ------------------------------ | ------------------------------ |
| 1991                           | 2002                           | 2011                           |
| 312                            | 301                            | 311                            |

Напомена: Године 2012. извршена је мања размена територија између насеља Жахенберц и Тлаке.